# Los Pilotos
Los Pilotos es un proyecto en solitario de Banin Fraile, teclista y guitarrista del grupo granadino Los Planetas.
Los Pilotos nacieron como un grupo de música electrónica en 2010, fundado por Banín y el también componente de Los Planetas Florent Muñoz, en el que "Florent trabaja más con el ordenador y Banin más con hardware".
En 2021 se incorpora a la formación Pamela Rodríguez, como cantante oficial de la banda.
La ficha de su agencia de management, El Volcán Música, describía en su momento a Los Pilotos como "el proyecto paralelo de Florent y Banin, de Los Planetas. Una dilución del pop de guitarras en la electrónica que da a luz un sonido instrumental, orgánico y cinemático. Arcoíris de guitarras brillan entre nubes de teclados bailando en sugerentes ritmos, como acortando las distancias entre el romanticismo melódico de los instrumentales de Felt o Durutti Column y la psicodelia electrónica que viaja desde el kraut-rock a Seefeel o Animal Collective".
La promo de su primer concierto decía "cada uno compone en su casa y luego ponen ideas en común, suman y crean melodías en las que hay lugar para la electrónica minimalista, el ambient y la IDM. Consiguen incluso alternar momentos de oscuridad con otros mucho más luminosos, como si unos Panda Bear y Aphex Twin algo contenidos decidieran experimentar juntos".
Desde finales de 2023 Los Pilotos pasa a ser un proyecto en solitario de Banín, con la colaboración de José Manuel Sánchez Moreno y de Javier Olivares.

## Discografía

### Álbumes

#### Los Pilotos(El Volcán Música, 2011)
El disco se publicó el 26 de septiembre de 2011, bajo el sello El Volcán, en formato CD y una tirada especial de solo 500 copias en doble vinilo a 45 rpm que también incluye el CD.
Recibió el premio al mejor "Álbum de electrónica" en los Premios de la Música Independiente organizados el 25 de junio de 2012 por la Unión Fonográfica Independiente.
Edición en CD:
1. Cero en blanco
2. Caravana por el desierto de Atacama
3. Neumotorix
4. Amazonas
5. El gato de Fumanchú
6. El clan del ruido
7. Avance
8. Felinos a la mar
9. Vuelo rasante con ametralladora

Edición en vinilo:
| Disco 1 Cara A 1. Cero en blanco 2. Caravana por el desierto de Atacama Cara B 1. Neumotorix 2. Amazonas | Disco 2 Cara C 1. El gato de Fumanchú 2. El clan del ruido 3. Avance Cara D 1. Felinos a la mar 2. Vuelo rasante con ametralladora |

Créditos:
- Todos los temas escritos por Los Pilotos. Banín Fraile: sintetizadores hardware, guitarras y voces. Florent Muñoz: sintetizadores hardware, guitarras y voces.
- Ezequiel (Zeke) Olmo: percusión y batería. Eric Jiménez: timbales en Cero en blanco y batería en Caravana por el desierto de Atacama. Jimmy García: sierra en El gato de Fumanchú y trompeta en Vuelo rasante con ametralladora. Pruden Valdivieso: trombón en Vuelo rasante con ametralladora. Carlos Díaz: guitarra en Neumotorix, bajo en El clan del ruido, Amazonas y Felinos a la mar. Macu: piano en Felinos a la mar.
- Mezclado por Carlos Díaz en Producciones Peligrosas.
- Masterización: Xavi Alarcón.
- Ilustración y diseño: Javier Longobardo.

Javier Longobardo dirige el vídeo promocional de Neumotorix.

#### El regreso de Logan(I*M, 2014)
A finales de 2013, Los Pilotos graban junto al grupo The Suicide Of Western Culture Viento divino. La grabación tiene lugar e en el Red Bull Studio de Madrid como parte de la serie Artist Encounters y será el anticipo de El regreso de Logan, álbum inspirado en la película La fuga de Logan.
Edición en CD:
1. Paisaje sumergido
2. Longitud de onda 585nm
3. Esperando a Logan
4. Viento divino
5. Tarde de verano de 1983
6. Robotniks
7. Para su tranquilidad y la de los suyos

Edición en doble vinilo de color (naranja y amarillo) a 45 r. p. m.:
| Disco 1 Cara A 1. Paisaje sumergido 2. Longitud de onda 585nm Cara B 1. Esperando a Logan 2. Viento divino | Disco 2 Cara C 1. Tarde de verano de 1983 2. Robotniks Cara D 1. Para su tranquilidad y la de los suyos |

Créditos:
- Todos los temas escritos por Los Pilotos.
- Producido por Carlos Díaz y Los Pilotos.
- Colaboradores: The Suicide Of Western Culture, Mario Zamora (Lüger, Reserva Espiritual de Occidente, Valis y Cachalote), Diego García, Óscar Barras (Tus Hijas), Luis Erades (Valis), Maite Rodríguez (Reina Republicana) y Pedro de Dios (Guadalupe Plata, Pelomono)
- Ilustración y diseño: Javier Longobardo.

Se publicó un vídeo promocional de Longitud de onda 585nm.

#### Alianza atlántica(Vigilad los cielos, 2021)
Siguiendo su hoja promocional, el tercer álbum de Los Pilotos, Alianza atlántica, es "un ambicioso y valioso tratado de música electrónica popular latinoamericana contemporánea. Con el deseo de propagar y salvaguardar la herencia común y el criterio individual, la civilización de sus pueblos y culturas y la transformación interna y externa, Los Pilotos y sus aliados proponen una nueva estructura para el sonido del mundo futuro a partir de la descomposición analítica del sonido del presente en once canciones registradas en doce estudios de grabación de siete países unidos por un océano de más de ochenta millones de km2".
A lo largo de 2021 se anticipa el LP con varios sencillos digitales:
- El 5 de febrero de 2021 se publica El ciclo de las mareas, compuesta e interpretada junto a las dominicanas Mula (Rachel Rojas y las gemelas Anabel y Cristabel Acevedo),[11][12] fue grabada en Granada (España) y Santiago de los Caballeros (República Dominicana). Radio 3 estrena el vídeo promocional el 3 de febrero de 2021,[12] vídeo dirigido por ROAR!BRRR!.[13]
- El 12 de marzo de 2021 se edita Cenizas en el piso, compuesta e interpretada junto a la colombiana Pedrina.[14] El clip promocional lo dirige Pareja de Hecho.[15] El 30 de noviembre se estrena otro clip, en este caso un lyric video, dirigido por Murciano Total.[16]
- El 30 de abril de 2021 sale a la luz La llave del juego, interpretada junto a los argentinos Weste. El clip promocional lo dirige Murciano Total.[17]
- El 4 de junio de 2021 se publica Frane Selak con los mexicanos Little Jesus.

El álbum se publica en formato digital el 4 de junio de 2021 y en vinilo doble (en edición limitada a 500 copias) el 2 de julio del mismo año, con las siguientes canciones:
1. El ciclo de las mareas (con las dominicanas Mula) 04:29
2. Frane Selak (con los mexicanos Little Jesus) 03:19
3. Estática en el canal (con los peruanos Kanaku y El Tigre) 04:33
4. Cenizas en el piso (con la colombiana Pedrina) 04:26
5. El vórtice Karman (con los venezolanos Algodón Egipcio) 04:13
6. Enredado en mis dedos (con la peruana Pamela Rodríguez) 03:47
7. La llave del juego (con los argentinos Weste) 04:35
8. No me falta nada (con la colombiana Pedrina) 03:36
9. Un cuerpo en el río (con los peruanos Laikamorí) 05:40
10. Amor sin O (con la mexicana Marcela Viejo) 04:51
11. Tormenta tropical (con la colombiana Montañera) 06:03

La distribución de pistas en el vinilo es la siguiente:
| Disco 1 Cara A 1. El ciclo de las mareas (con las dominicanas Mula) 04:29 2. Frane Selak (con los mexicanos Little Jesus) 03:19 3. Estática en el canal (con los peruanos Kanaku y El Tigre) 04:33 Cara B 1. Cenizas en el piso (con la colombiana Pedrina) 04:26 2. El vórtice Karman (con los venezolanos Algodón Egipcio) 04:13 3. Enredado en mis dedos (con la peruana Pamela Rodríguez) 03:47 | Disco 2 Cara C 1. La llave del juego (con los argentinos Weste) 04:35 2. No me falta nada (con la colombiana Pedrina) 03:36 3. Un cuerpo en el río (con los peruanos Laikamorí) 05:40 Cara D 1. Amor sin O (con la mexicana Marcela Viejo) 04:51 2. Tormenta tropical (con la colombiana Montañera) 06:03 |

El 24 de junio de 2021 Rockdelux estrena en exclusiva el vídeo de Enredando en mis dedos con la voz de Pamela Rodríguez, cantante que se incorpora al grupo para la presentación en directo del disco.
El propio Banin realiza videos promocionales para El vórtice Karman (publicado el 23 de febrero de 2022) y Un cuerpo en el río (publicado el 1 de marzo de 2022).
El 16 de marzo de 2022 se edita una remezcla de El ciclo de las mareas a cargo de Kid Simius.

### Sencillos/EPs

#### Alianza atlántica EP(Vigilad los cielos, I*M, 2018)
El 16 de marzo de 2018 se publica, en edición limitada y numerada de 500 copias en vinilo transparente y de 180 gramos, el EP Alianza atlántica. El disco está ideado como el primero de una serie de tres EPs, aunque finalmente no se editarán los dos siguientes y Alianza atlántica dará título al tercer álbum del grupo. 
La novedad principal de este disco es la incorporación de voces, todas de artistas latinoamericanos: Camilo Lara de Instituto Mexicano del Sonido, el argentino Diosque y los chilenos Javiera Mena y Mariana Montenegro del dúo Dënver.
Listado de canciones:
1. Guerra en la tierra (con Instituto Mexicano del Sonido)
2. Te sobrarán las palabras (con Diosque)
3. Nubes de fuego (con Javiera Mena)
4. Los girasoles (con Mariana Montenegro de Dënver)

Créditos:
- Música compuesta por Banin Fraile, junto a Camilo Lara en 1 y Juan Román en 2.
- Letra de Camilo Lara en 1, Juan Román en 2, Nacho Canut en 3 y Banin Fraile en 4.
- Voces: Camilo Lara (1), Juan Román (2), Javiera Mena (3) y Mariana Montenegro (4)
- Banin Fraile: programación de percusiones en 1, 2 y 3, guitarra en 1 y 2, y teclados. Florent Muñoz: programación de percusiones en 1 y 3, guitarras. Juan Cordorniú: guitarras en 3 y 4. María Ángeles Bermúdez: coros en 3 y 4. Javier Olivares: bajo en 1 y 4. José Manuel Sánchez: batería en 1 y 4, percusión en 2.

Se presentaron videoclips de las cuatro canciones: Guerra en la tierra (dirigido por ROAR!BRRR!), Te sobrarán las palabras, Nube de fuego y Los girasoles (dirigidos por Murciano Total).

#### Cambia mi suerte/En un río de sol(sencillo digital, Vigilad los cielos, 2021)
El 13 de diciembre de 2021 se publica el sencillo digital Cambia mi suerte, con dos temas:
1. Cambiar mi suerte (con Pamela Rodríguez y La Santoro) 4:00
2. En un río de sol (con la voz del mexicano Salvador y el Unicornio) 4:03

ROAR!BRRR! dirige el clip promocional para Cambia mi suerte.
Créditos:
- Compuestas por Banin Fraile y Santiago Casillas (1), Banin Fraile, Florent Muñoz y Salvador Sahagún (2).
- Voces: Pamela Rodríguez y La Santoro (1), Salvador Sahagún (Salvador y el Unicornio) (2).
- Pablo Calles, del grupo granadino Colectivo da Silva, batería en 2.
- Producido por Banin Fraile.

#### Reboot EP(Vigilad los cielos, 2023)
El 12 de enero de 2023 se edita A tiempo de saltar, adelanto de su EP Reboot  y con clip promocional dirigido por Murciano Total. Las chicas malas es el segundo adelanto del ep, publicado el 22 de marzo de 2023 y con videoclip también dirigido por Murciano Total.
El 31 de mayo de 2023 se publica en plataformas digitales el ep, con las siguientes pistas:
1. A tiempo de saltar 3:53
2. La máquina de movimiento perpetuo 2:51
3. Te arrepentirás el resto de tu vida 2:44
4. Las chicas malas 3:06
5. Desfile alienígena 4:29

Créditos:
- Compuestas por Banin Fraile y Pamela Rodríguez.
- Producido por Banin Fraile.

#### París, París(sencillo digital, Plastilina Records, 2024)
El 22 de noviembre de 2024 se publica el sencillo digital París, París, primera edición de Los Pilotos con Banin como único miembro fijo y con la voz de Nico Saba, componente del grupo peruano Kanaku y El Tigre.
1. París, París 3:08

Créditos:
- Compuesta por Banin Fraile (música) y Nico Saba Salem (letra).
- Producido por Banin Fraile.

## Colaboraciones externas

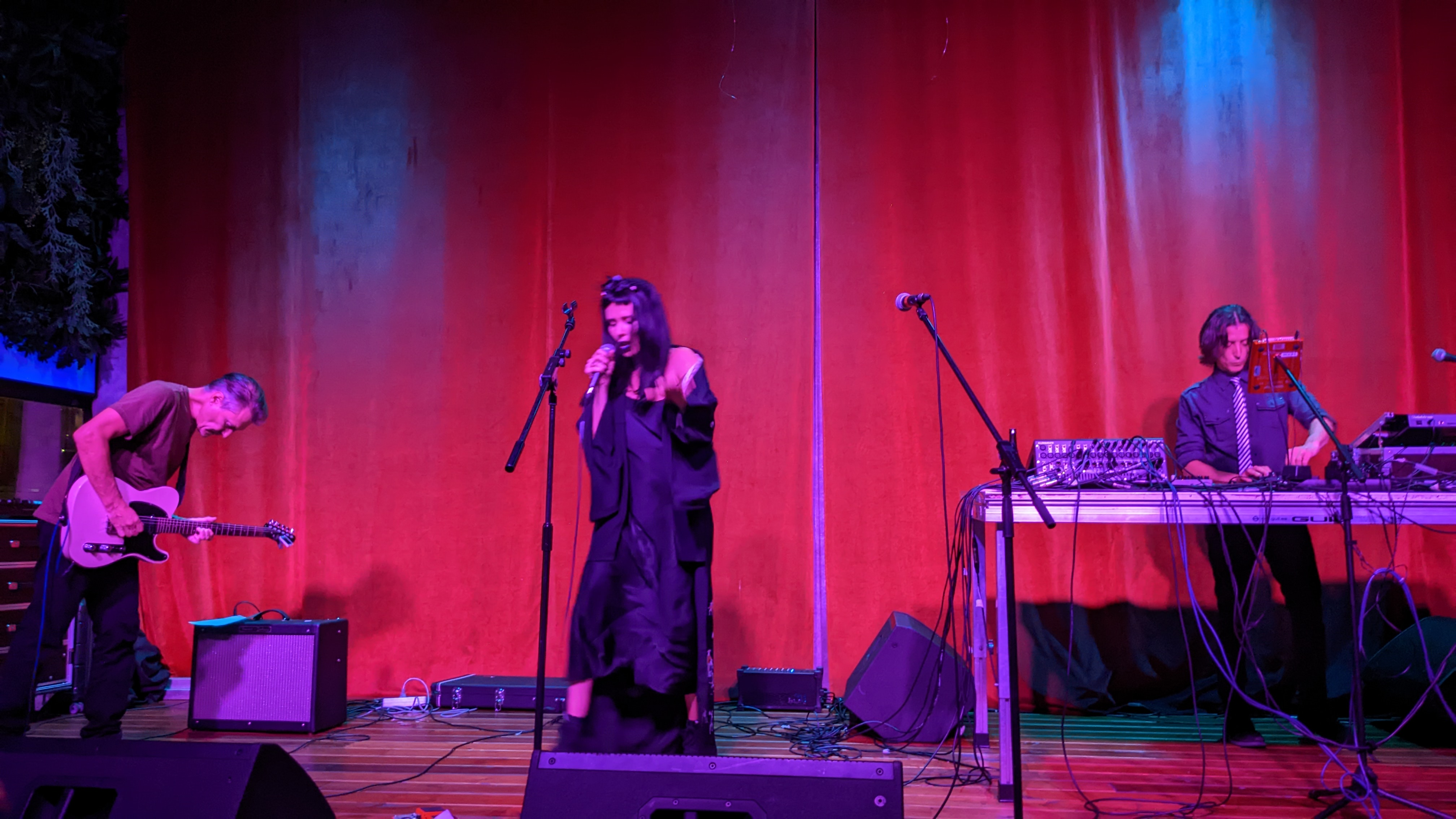
Los Pilotos actuando en La Coruña el 8 de octubre de 2022.

- Los Pilotos remezclan el tema Battersea Power Station para el CD Remixes (Irregular, 2011) de The Suicide Of Western Culture.
- En 2012 remezclan Los temas turbios para el disco de remezclas del álbum La lucha constante (Lefse Records, 2012) del grupo venezolano Algodón Egipcio.[36]
- En 2013 remezclan Oda a América de Prin’la lá.[37]
- Los Pilotos producen el disco amarillo que forma parte de uno de los cuatro eps que componen el undécimo álbum de estudio de Fangoria, Cuatricromía (Warner Music Group, 2013). Dicho ep contiene las canciones Errores garrafales, Peligros, Un robot no cree en dios y Rompe la cadena.[38] Para la edición ampliada de Cuatricomía, Policromía (Warner Music Group, 2013), Los Pilotos producen el tema Ni dioses ni monstruos.[39]
- En 2015 graban junto a La Bien Querida Negras estrellas para el disco Contemplaciones: Homenaje iberoamericano a Jeanette (Plastilina Records, 2015).[40]
- La reedición del disco de La Bien Querida Premeditación, nocturnidad y alevosía (Elefant Records 2015) (Premeditación, nocturnidad y alevosía (remixes) (2016) incluye una remezcla de Geometría Existencial hecha por Los Pilotos y por Koaxial.[41]
- En 2015 también remezclan el tema Tundra del grupo madrileño Celica XX, para su disco de remixes Niños Bailando (autoeditado, 2015).
- En 2016 Los Pilotos junto a Koaxial remezclan The Colour of Granada, incluida en el EP Jirafa Waves (Jirafa Records, 2016) de Kid Simius.
- Remezclan Equilibrio de Unidad y Armonía en su sencillo de mismo título (El Ejército Rojo, 2018) bajo el título de Equilibrio (Desequilibrio remix).
- En 2024 colaboran en el single de Nico Saba París, París (Plastilina Records, 2024).